# NGC 3772
NGC 3772 est une galaxie spirale barrée située dans la constellation du Lion. NGC 3772 a été découverte par l'astronome germano-britannique William Herschel en 1785.

## Caractéristiques
Sa vitesse par rapport au fond diffus cosmologique est de 3 872 ± 23 km/s, ce qui correspond à une distance de Hubble de 57,1 ± 4,0 Mpc (∼186 millions d'al).
La classe de luminosité de NGC 3772 est I. Selon la base de données Simbad, NGC 3772 est une galaxie LINER, c'est-à-dire une galaxie dont le noyau présente un spectre d'émission caractérisé par de larges raies d'atomes faiblement ionisés.